# Velamazán
Velamazán es un municipio y localidad española de la provincia de Soria, en la comunidad autónoma de Castilla y León. El término municipal, ubicado en la comarca de Almazán, tiene una población de 67 habitantes (INE 2024). 

## Geografía

Término municipal

El municipio pertenece al partido judicial de partido judicial de Almazán. Desde el punto de vista jerárquico de la Iglesia católica forma parte de la diócesis de Osma la cual, a su vez, es sufragánea de la archidiócesis de Burgos. Hasta 1955, Velamazán perteneció al obispado de Sigüenza, arciprestazgo de Berlanga.

«...Villa de Señorío con 130 vecinos, escuelas de niños y niñas ambas con 625 pesetas anuales, y situada en la falda de dos cerros entre los términos de Caltojar, Ciadueña, Barca, Rebollo y Casillas. 
Dista de Soria su audiencia y provincia, siete leguas y media; dos de Almazán, su partido judicial; siete de Sigüenza y veintisiete de Burgos, su Capitanía general. 
La iglesia parroquial de primer ascenso, con órgano, dedicada a la Santa Cruz, es un edificio suntuoso, de buena arquitectura y regulares retablos. 
Tiene dos púlpitos de hierro de bastante mérito, otra reja que cierra el comulgatorio, preciosas colgaduras de damasco encarnado y muchas alhajas y lámparas de plata. 
Tiene dos puertas y fue Iglesia de asilo, pues todavía se conserva una inscripción sobre la puerta del N.; la otra puerta, mira al Mediodía.
Pegando con la Iglesia, está la casa rectoral; cuyo curato, posee también un huertecillo. 
Antiguamente, tuvo otra iglesia de San Sebastián, donde hoy se halla el cementerio público, conservándose todavía la torre, y actualmente poseo una ermita de Ntra. Sra. de la Dehesa, un molino harinero, otro de viento, propiedad del Sr. Marqués de Velamazán, un palacio del mismo título, una buena fuente que riega varios huertos, y un prado y una huerta de diez fanegas de cabida. 
El terreno bañado por el Duero y el Ontalvilla, es llano y escabroso; comprende monte alto y bajo, una dehesa boyal, que llaman soto y termina en el Duero, y produce granos, legumbres y algo de fruta;
Es costumbre del Ayuntamiento beber en sus reuniones, con cuatro tazas de plata, que deben ser regalo del marqués.
Corresponde al arciprestazgo de Berlanga, y al centro de Conferencias de Caltojar, donde concurre con Bordecorex y La Riba de Escalote....»

En su término e incluidos en la Red Natura 2000 los siguientes lugares:
- Lugar de Interés Comunitario conocido como Altos de Barahona, ocupando 10 hectáreas, el 1 % de su término.[2]
- Lugar de Interés Comunitario conocido como Riberas del Río Duero y afluentes, ocupando 81 hectáreas, el 1 % de su término.[3]

## Historia
A la caída del Antiguo Régimen la localidad se constituye en municipio constitucional en la región de Castilla la Vieja, partido de Almazán, que en el censo de 1842 contaba con 121 hogares y 480 vecinos.
A mediados del siglo XIX, el lugar contaba con una población censada de 480 habitantes. La localidad aparece descrita en el decimoquinto volumen del Diccionario geográfico-estadístico-histórico de España y sus posesiones de Ultramar de Pascual Madoz de la siguiente manera:

VELAMAZAN: v. con ayunt. en la prov. de Soria (7 leg.), part. jud. de Almazan (2), aud. terr. y c. g. de Burgos (27), dióc. de Sigüenza (7). sit. en las faldas de 2 cerros, con clima sano. Tiene 150 casas; la consistorial; un magnífico palacio con su bonita fachada y una elegante y espaciosa portada compuesta de solas 3 piedras; escuela de instruccion primaria frecuentada por 60 alumnos á cargo de un maestro dotado con 1,100 rs.; una iglesia parroquial (Santa Cruz) edificio sólido y de buena arquitectura, colgada en su interior de tapiceria de damasco encarnado, de seda, llamando ademas la atencion 2 pulpitos de hierro, el verjado del comulgatorio y un magnífico órgano; el cementerio se halla en una igl. que estuvo dedicada á San Sebastian; fuera de la pobl. hay una hermosa fuente de esquisitas aguas, y tan abundantes que ademas de surtir al vecindario, se riegan con las sobrantes varios buertos y una huerta de 10 fan. de tierra de cabida; hay también 4 bonitas y bien pobladas alamedas. Confina el term. con los de Caltojar, Ciadueña, Barca, Rebollo y Casillas; dentro de él se encuentra una ermita (Ntra. Sra. de la Dehesa). El terreno, bañado por el Duero y por un arroyo llamado Ontalbillas, participa de quebrado y llano y es de regular calidad; comprende 2 montes de encina y roble y un buen prado de regadío: caminos: los que dirigen á los pueblos limítrofes. correo: se recibe y despacha en Almazan. prod.: trigo, cebada, centeno, avena, almortas y otras legumbres, verduras, leñas de combustible y buenos pastos, con los que se mantiene ganado lanar y vacuno; hay algunos colmenares que dan miel y cera; abunda la caza de perdices, conejos y liebres, y en el Duero la pesca de barbos y anguilas. ind.: la agrícola, un molino harinero y varios de los oficios y artes mecánicas mas indispensables. comercio: esportacion del sobrante de frutos, ganado y lana, é importacion de los artículos que faltan. pobl.: 121 vec, 480 alm. cap. imp.: 89,464 rs. 18 mrs.
(Madoz, 1849, p. 639)

A finales del siglo XX crece el término del municipio porque incorpora a Rebollo de Duero.

## Geografía humana

### Demografía
Cuenta con una población de 67 habitantes (INE 2024).
| Gráfica de evolución demográfica de Velamazán entre 1842 y 2021 |
| |
| Población de derecho según los censos de población del INE Población de hecho según los censos de población del INEEntre el censo de 1970 y el anterior, crece el término del municipio porque incorpora a 42597 (Rebollo de Duero) |

### Población por núcleos
| Núcleos          | Habitantes (2000) | Habitantes (2010) |
| ---------------- | ----------------- | ----------------- |
| Velamazán        | 95                | 61                |
| Fuente Tovar     | 20                | 15                |
| Rebollo de Duero | 32                | 32                |

## Patrimonio
- Iglesia parroquial de la Santa Cruz: Del siglo XVII y estilo barroco.
- Iglesia de San Sebastián, en ruinas y aprovechada como cementerio.
- Palacio del Marqués de Velamazán perteneciente a la familia de los González de Castejón.
- Atalaya.